# 終わらない青
『終わらない青』（おわらないあお）は、2011年6月4日公開の日本映画。監督は緒方貴臣。

## あらすじ
福岡県福岡市のマンションに住む、高校生の水月楓。鬱の母親の裕子とサラリーマンの厳格な父親の哲也の3人暮らし。学校では最近貧血が酷く、遅刻や欠席、保健室で休むことが増えている。来年から受験を控えることになった楓は、ここ数週間、生理が来ておらず、相談できる相手が誰もいなく、その事を誰にも言えないまま日々を過ごしていた。 そんな中、幼い頃から続く父親からの虐待(性的虐待など)。うつ気味の母親は助けてくれなかった。心のバランスを保つため、日常的に行うリストカット。ある朝の食卓。父親は、楓が学校を欠席した事に怒ってテーブルの上の皿を叩き落とし、楓の髪を掴んで楓を暴力的に揺さぶる。自分が床にばら撒いた食べ物を、父親は「食べ物を粗末にするな！」と叱り、楓に食べさせた。その時、おなかに宿った命の楓に対しての愛を感じ「産みたい」と思い、そして絶対に守ると誓い、徐々に体に変化が現れ始めたため、妊娠しようとしている楓は、突然父親に発見され、父親は流産させるための罰として楓に暴行を加えるなど、父親の虐待はエスカレートしていった。その後、楓はとうとう正常ではいられず、精神的にバランスを崩してしまう。その歪んだ希望すら失った楓は、もはや己に生きる価値はないと思い込んでしまう。楓は赤い傘を差し、一人で公園のブランコを揺らし、お気に入りの絵本に挟でいた楓の葉を見つめる。その時、ブランコに乗っている楓の横に小さな女の子がやって来た。それから女の子の母親が呼びかけると、その女の子は母親の元へと走り去る。激しく降った雨が嘘のように止むと、楓も公園から出て行った。公園から出て、ホームに一人佇む楓は、突然異変に気付き、自分の立つコンクリートに二滴の赤い血が落ちていた。股間を見やると、下着は赤く染まり太腿を血が伝っていた。異変に気付いた楓は、都内にある駅のトイレの中で流産させ、便器は血塗れになり、楓は倒れてしまった。その後、倒れて動けなくなった楓は、楓の葉を取り出すと、それを便器の中に落として水を流し、「ごめんね・・・」と言い、楓は泣いてしまう。

## キャスト
- 水月楓：水井真希
- 水月哲也：小野孝弘
- 水月裕子：三村純子
- 楓のクラスメイト：池崎みなみ、八木亜由美
- マンションの隣人：樋口海生